# Torsten Sundblom
Torsten Sundblom, född 15 september 1951, är en åländsk politiker (liberal). Till yrket är Sundblom matros.

## Uppdrag
- Ledamot av Ålands lagting 2007–2019
- Kommunstyrelsens ordförande på Föglö[2]